# Ladislav Nagy
Ladislav Nagy (ur. 1 czerwca 1979 w Šace) – słowacki hokeista, reprezentant Słowacji, olimpijczyk.

## Kariera
- HC Koszyce (1995–1996)
- HK Preszów (1996–1997)
- VTJ MEZ Michalovce (1997)
- HC Koszyce (1997–1998)
- Halifax Mooseheads (1998–1999)
- Worcester IceCats (1999–2000)
- St. Louis Blues (2000–2001)
- Phoenix Coyotes (2001–2002)
- HC Koszyce (2002)
- Phoenix Coyotes (2002–2004)
- HC Koszyce (2004–2005)
- Mora IK (2005)
- Phoenix Coyotes (2005–2007)
- Dallas Stars (2007)
- Los Angeles Kings (2007–2008)
- Siewierstal Czerepowiec (2008–2010)
- HC 07 Preszów (2010)
- HK Poprad (2010)
- MODO Hockey (2010–2011)
- HC Lev Poprad (2011)
- Dynama Mińsk (2012)
- MODO Hockey (2012–2013)
- HC Koszyce (2013)
- Jokerit (2013–2014)
- Slovan Bratysława (2014-2016)
- HC Koszyce (2016-2019)

Wychowanek HC Koszyce. W 1997 został wybrany w drafcie z numerem 177 przez St. Louis Blues, lecz aby zagrać w NHL musiał poczekać dwa lata. W tym czasie występował w Halifax Mooseheads i Worcester Ice Cats. W czasie lokautu grał w szwedzkiej Mora IK. Następnie był zawodnikiem St. Louis Blues, Phoenix Coyotes, Dallas Stars i Los Angeles Kings, zaś po 10 latach występów w NHL, przeniósł się do ligi KHL i przez dwa sezony, do 2010 grał w drużynie Siewierstali Czerepowiec. Na początku sezonu 2010/2011 grał w HK Poprad, skąd w połowie grudnia 2010 trafił do szwedzkiego klubu MODO Hockey. Przed sezonem 2011/12 zakontraktował go nowo powstały wówczas słowacki klub HC Lev Poprad - ówczesny beniaminek rozgrywek KHL. Kontrakt został rozwiązany z końcem roku kalendarzowego 2011. Na początku stycznia 2012 przeniósł się do Dynama Mińsk, gdzie pozostał do końca sezonu, a w czerwcu 2012 podpisał ponownie kontrakt z MODO Hockey. W klubie pozostał do marca 2013. Od sierpnia 2013 ponownie zawodnik macierzystego HC Koszyce. Od końca listopada zawodnik fińskiego klubu Jokerit. Od maja 2014 zawodnik Slovana Bratysława, związany dwuletnim kontraktem. Od czerwca 2016 był ponownie zawodnikiem HC Koszyce. Rozegrał trzy sezony do 2019 pełniąc funkcję kapitana.
Uczestniczył w turniejach mistrzostw świata w 2001, 2002, 2003, 2009, 2011, 2014, 2018, 2019, Pucharu Świata 2004 oraz zimowych igrzysk olimpijskich 2018.
Po turnieju rozgrywanych na Słowacji MŚ 2019 ogłosił zakończenie kariery zawodniczej.

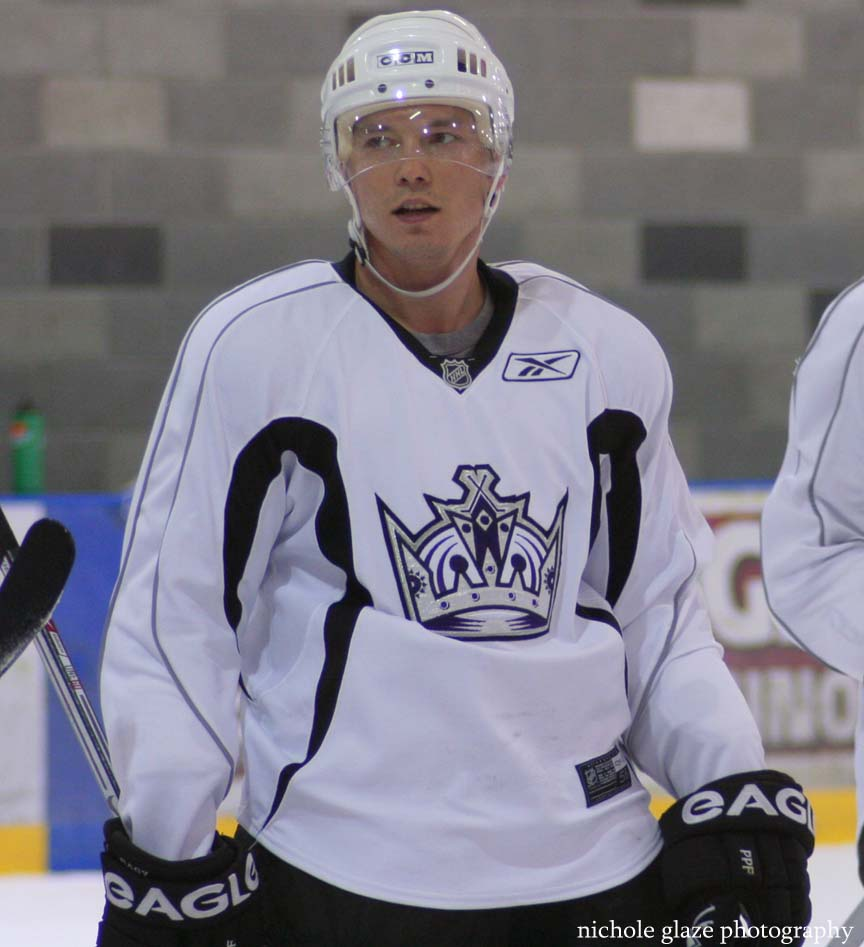
Ladislav Nagy w barwach Los Angeles Kings (2007)

## Sukcesy
Reprezentacyjne
- Brązowy medal mistrzostw świata juniorów do lat 20: 1998
- Złoty medal mistrzostw świata: 2002
- Brązowy medal mistrzostw świata: 2003

Klubowe
- Złoty medal mistrzostw Słowacji: 1996 z HC Koszyce
- Srebrny medal Mistrzostw Słowacji: 1998 z HC Koszyce
- Puchar Kontynentalny: 1998 z HC Koszyce

Indywidualne
- Mistrzostwa Świata Juniorów do lat 20 w 1998:
  - Pierwsze miejsce w klasyfikacji strzelców turnieju: 6 goli
- Sezon 1998/1999 LHJMQ / CHL:
  - Pierwsze miejsce w klasyfikacji strzelców LHJMQ: 71 goli
  - Michel Bergeron Trophy - najlepszy ofensywny pierwszoroczniak sezonu LHJMQ
  - Coupe RDS - najlepszy pierwszoroczniak sezonu LHJMQ
  - CHL All-Rookie Team
- Mistrzostwa Świata w Hokeju na Lodzie 2011/Elita:
  - Jeden z trzech najlepszych zawodników reprezentacji[13]
- Mistrzostwa Świata w Hokeju na Lodzie 2018/Elita:
  - Trzecie miejsce w klasyfikacji asystentów turnieju: 9 asyst[14]
  - Jeden z trzech najlepszych zawodników reprezentacji w turnieju[15]

## Odznaczenia
- Krzyż Prezydenta Republiki Słowackiej I Klasy – 2002[16]
- Medal Prezydenta Republiki Słowackiej – 2003[17]